# Riyadh Golf Club

Riyadh Golf Club, arabiska: نادي الرياض للجولف, är en golfklubb som ligger i Riyadh i Saudiarabien. Golfklubben grundades 2005.
Golfklubbens golfbana är 18 hål och är totalt cirka 6 798 meter (cirka 7 434 yards) lång. Par är 72.
Den har stått som värd för tävlingar på Ladies European Tour och kommer stå som värd för Liv Golf Riyadh i februari 2025.